# Esna (cantante)
Esther Nara Yoon (7 de noviembre de 1987), conocida como Esna (estilizado eSNa), es una cantante y compositora americana activa en Corea del Sur. Su primer extended play, eSNa The Singer, fue lanzado en octubre de 2015.

## Discografía

### Sencillos
| Título                                                      | Año  | Posición en las listas | Posición en las listas | Álbum           |
| Título                                                      | Año  | KOR Gaon               | KOR Hot 100            | Álbum           |
| ----------------------------------------------------------- | ---- | ---------------------- | ---------------------- | --------------- |
| "What I See" (Prepix feat Yong Jun-hyung, Beenzino, y Esna) | 2012 | —                      | —                      |                 |
| "Is It Love?" (con Kero One)                                | 2013 | —                      | —                      |                 |
| "Bite My Lower Lips" (아랫입술 물고)                        | 2013 | 73                     | 44                     | The Heirs OST 1 |
| "Mistletoe" (con Geeks y Phantom)                           | 2013 | 24                     | —                      | Wayogayo Vol. 1 |
| "I, I Love You"                                             | 2014 | —                      | —                      |                 |
| "A Little Lovin"                                            | 2015 | —                      | —                      | eSNa The Singer |
| "Destiny" (con Lim Seul-ong)                                | 2015 | —                      | —                      | Hogu's Love OST |
| "Ahh Oop!" (junto a Mamamoo)                                | 2015 | 67                     | —                      | Pink Funky      |
| "Me, Today" (feat San E)                                    | 2015 | —                      | —                      | eSNa The Singer |
| "I Remember" (Innovator feat Esna)                          | 2016 | —                      | —                      |                 |
| "No Thanks"                                                 | 2016 | —                      | —                      |                 |
| "Attention"                                                 | 2016 | —                      | —                      |                 |
| "Love Comes" (con Hwasa)                                    | 2017 | —                      | —                      |                 |

### Canciones para otros artistas
| Canción                            | Año  | Artista                                                    | Álbum            | Contribución            |
| ---------------------------------- | ---- | ---------------------------------------------------------- | ---------------- | ----------------------- |
| "Only U"                           | 2012 | As One feat Donghae                                        |                  | Coescritora             |
| "My Everything"                    | 2013 | Mr.Mr.                                                     | Waiting For You  | Cocompositora           |
| "Butterflies"                      | 2013 | Piggy Dolls                                                |                  | escritora               |
| "Special Love"                     | 2013 | Wheesung y Gummy                                           |                  | Cocompositora           |
| "Perfect Christmas"                | 2013 | Jo Kwon, Lim Jeong-hee, Joo Hee, Rap Monster, and Jungkook |                  | Coescritora             |
| "Some"                             | 2014 | Soyou y Junggigo feat Lil Boi                              |                  | Coescritora             |
| "Hello"                            | 2014 | Mamamoo                                                    | Hello            | Letrista, cocompositora |
| "Heeheehaheho"                     | 2014 | Mamamoo y Geeks                                            | Hello            | Coescritora             |
| "Peppermint Chocolate" (썸남썸녀)  | 2014 | Mamamoo y K.Will feat Wheesung                             | Hello            | Cocompositora           |
| "Don't Be Happy" (행복하지마)      | 2014 | Mamamoo y Bumkey                                           | Hello            | escritora               |
| "I'll Teach You" (알려줄게)        | 2014 | 4Minute                                                    | 4Minute World    | Letrista, cocompositora |
| "Without You" (견딜만해)           | 2014 | Mad Clown featuring Hyolyn                                 | Pyodok (표독)    | Coescritora             |
| "Dance"                            | 2014 | Jo Kwon                                                    | Let's Talk       | Coescritora             |
| "Piano Man"                        | 2014 | Mamamoo                                                    | Piano Man        | Cocompositora           |
| "Thief"                            | 2015 | Bastarz                                                    | Zero For Conduct | Coescritora             |
| "Oh You Yeah You" (오유야유)       | 2015 | Yoo Sung-eun                                               | Twenty Again OST | escritora               |
| "Crosswalk"                        | 2016 | Jo Kwon                                                    |                  | Cocompositora           |
| "Words Don't Come Easy" (우리끼리) | 2016 | Mamamoo                                                    | Melting          | Coletrista              |

### Extended play
| Título          | Detalles del álbum                                                                               | Notas |  |
| --------------- | ------------------------------------------------------------------------------------------------ | --- |  |
| eSNa The Singer | - Publicado: 22 de octubre de 2015 - Etiquetas: Rainbow Bridge World - Formato: descarga digital | \| N.º \| Título \| Duración \| \| \| 1. \| «A Little Lovin» \| 3:16 \| \| \| 2. \| «Lullaby» (자장가) \| 3:13 \| \| \| 3. \| «Me, Today» (con San E) \| 3:31 \| \| \| 4. \| «Better Than Average» \| 2:47 \| \| \| 5. \| «I Just» (오빠 보고싶어요) \| 3:13 \| \| \| 6. \| «Ahh Oop!» (아훕!) \| 3:09 \| \| \| 7. \| «Me, Today» ((Versión en inglés) (con Flowisk) \| 3:29 \| \| \| 8. \| «A Little Lovin» ((Versión en inglés)) \| 3:15 \| \| |  |
| N.º             | Título                                                                                           | Duración |  |
| 1.              | «A Little Lovin»                                                                                 | 3:16 |  |
| 2.              | «Lullaby» (자장가)                                                                               | 3:13 |  |
| 3.              | «Me, Today» (con San E)                                                                          | 3:31 |  |
| 4.              | «Better Than Average»                                                                            | 2:47 |  |
| 5.              | «I Just» (오빠 보고싶어요)                                                                       | 3:13 |  |
| 6.              | «Ahh Oop!» (아훕!)                                                                               | 3:09 |  |
| 7.              | «Me, Today» ((Versión en inglés) (con Flowisk)                                                   | 3:29 |  |
| 8.              | «A Little Lovin» ((Versión en inglés))                                                           | 3:15 |  |